# Hochblanken
Der Hochblanken ist ein 2068 m ü. A. hoher Berg in den Damülser Bergen des Bregenzerwaldgebirges in Vorarlberg. Er ist Teil eines etwa zehn Kilometer langen Gebirgsrücken, der sich im Westen von der Sünser Spitze (2061 m ü. A.) nach Osten über den Ragazer Blanken (2051 m ü. A.), den Hochblanken, die Hohe Licht (2005 m ü. A.), die Damülser Mittagsspitze (2095 m ü. A.), den Wannenkopf (2006 m ü. A.), den Gungern (2053 m ü. A.) zum Klippern (2066 m ü. A.) erstreckt. Der Gebirgsrücken fällt als Pultscholle nach Süden in Richtung Damüls eher flach ab. Im Norden sind schroff abfallende kahle Felsbänder sichtbar. Der Berg liegt im Gemeindegebiet Damüls.

## Zugang und Wandern
Der kürzeste Aufstieg kann von der Ugaalpe (ca. 1825 m) erfolgen, die mit der Seilbahn UGA Express leicht erreichbar ist. Ein unschwieriger Wandersteig führt über die Westflanke der Damülser Mittagsspitze über den Berg Hohes Licht zum Gipfel. Hier kann ein Höhenanstieg von etwa 245 m in einer Stunde und 15 Minuten bewältigt werden. Der Berg ist Teil der Damülser Rundtour, die auch über den Ragazer Blanken und das Sünser Joch führt. Hier gibt es Abzweige zur Sünser Spitze, zum Sünser See oder zum Portlahorn.

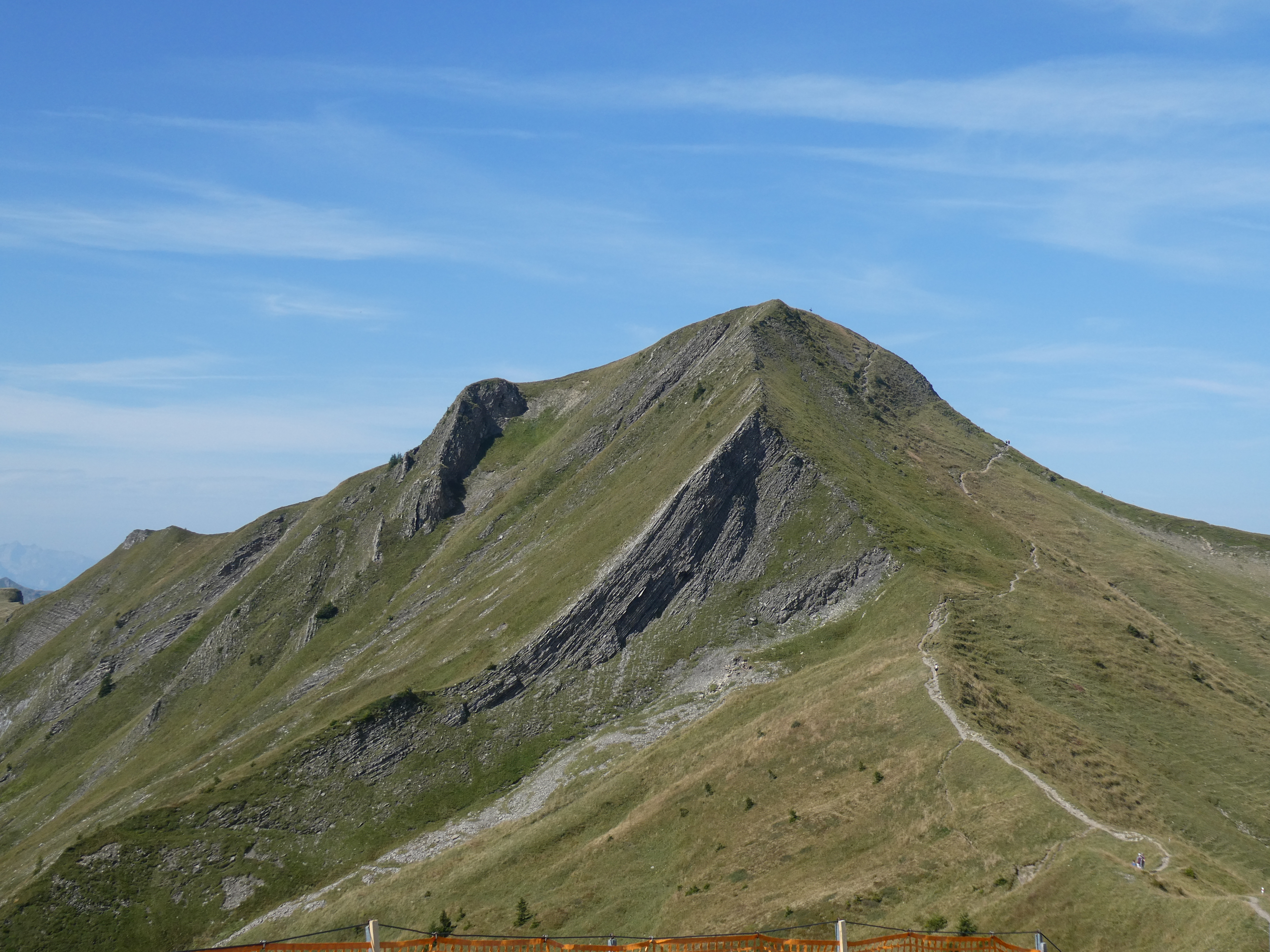
Aufstieg vom Osten
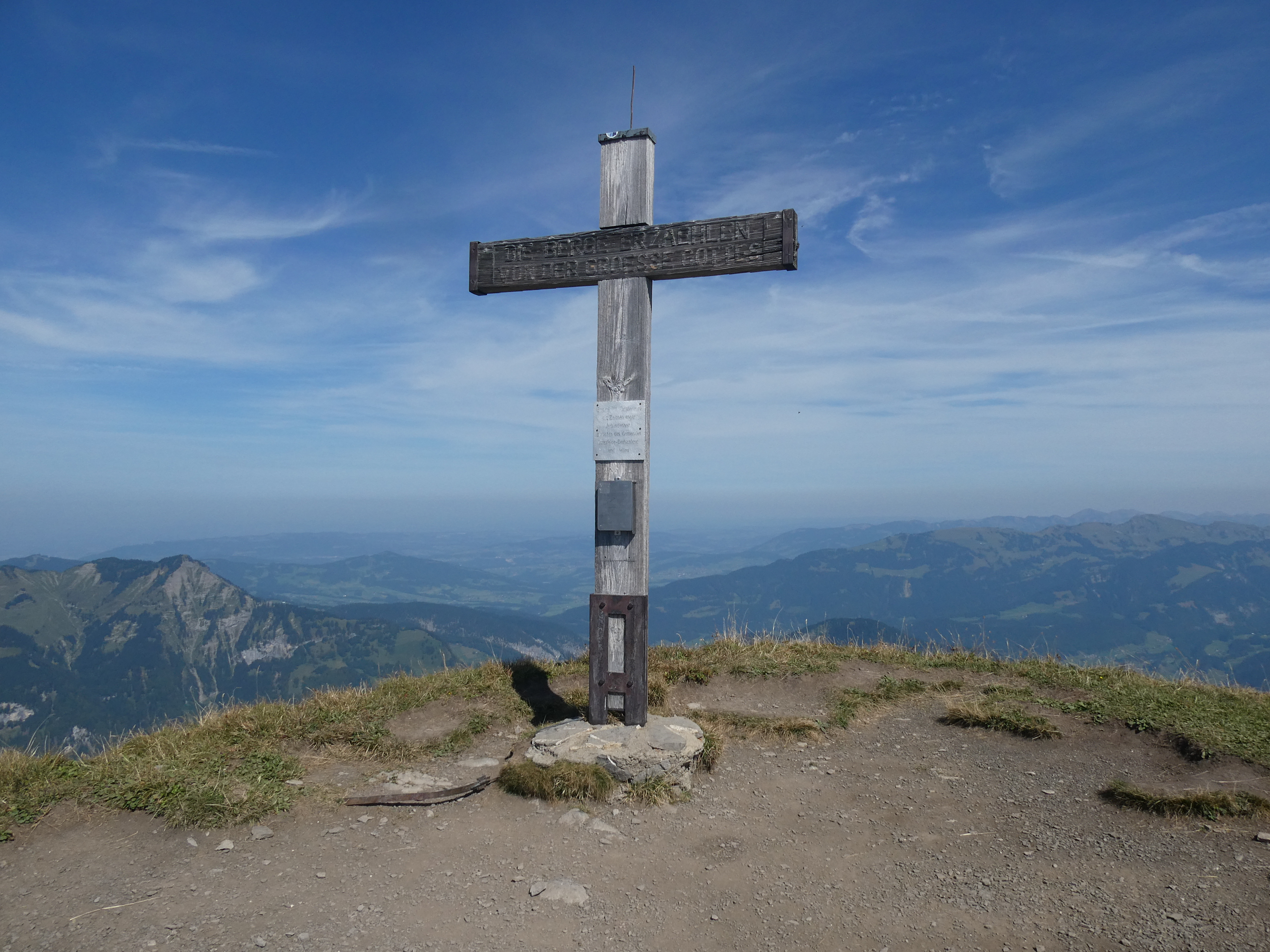
Gipfelkreuz